# أرق الزان
أرق الزان أو مَن الزان (الاسم العلمي phyllaphis fagi)، حشرة صغيرة صفراء اللون مغشاة بخيوط زغبية شمعية بيض. تركب أوراق الزان وتؤذيه.